# Тонкие лори
Тонкие лори (лат. Loris) — род семейства лориевых.

## Ареал
Ареал тонких лори — Южная Индия и Шри-Ланка, обычно они обитают в тропических дождевых лесах, но встречаются и в сухих лесных зонах.
Серый тонкий лори (Loris lydekkerianus) обитает в южной Индии в Западных и Восточных Гхатах, а также в центре и на севере Шри-Ланки. Красный тонкий лори (Loris tardigradus) обитает лишь в центральных и юго-западных районах Шри-Ланки.

## Описание
Длина тела 15—25 см, хвоста — 4—7 мм, масса — 270—320 г. Беременность длится 165—170 дней, половая зрелость наступает в возрасте 10 месяцев у самок и 1,5 года у самцов. Продолжительность жизни может достигать 12—15 лет.
Тонкие лори, в отличие от всех остальных представителей подсемейства Lorisinae, не имеют ядовитых желёз на руках, поэтому, в основном являются более скрытными животными.

## Таксономия
- В роде Loris выделяют два вида.
  - Loris tardigradus
    - L. tardigradus nycticeboides
    - L. tardigradus tardigradus

  - Loris lydekkerianus
    - L. lydekkerianus malabaricus — Индия
    - L. lydekkerianus lydekkerianus — Индия
    - L. lydekkerianus nordicus — Шри-Ланка
    - L. lydekkerianus grandis — Шри-Ланка